# 올림픽 네팔 선수단
네팔은 하계 올림픽에 12회, 동계 올림픽에 4회 참가하였다.
네팔 출신의 올림픽 금메달리스트는 테지비르 부라가 유일하다. 테지비르 부라는 1922년 영국 에베레스트산 원정대에 합류했던 등산가로서 1924년 동계 올림픽 등산 종목에서 우승하였다. 당시 금메달을 획득한 팀은 여러 국적의 선수들이 모인 다국적혼성팀이었던 관계로, 오늘날 국제 올림픽 위원회 홈페이지의 공식 기록에는 테지비르 부라를 네팔의 금메달 기록으로 인정하고 있지는 않다.
1988년 서울 올림픽에서는 태권도 선수 비드한 라마가 동메달을 획득하였으나, 당시 태권도 종목이 시범 종목이었기 때문에 공식 메달로 집계되지는 않았다. 테지비르 부라와 비드한 라마의 두 사례를 제외하면 현재까지 네팔의 메달 획득 기록은 없다.
네팔의 국가 올림픽 위원회인 네팔 올림픽 위원회는 1962년 창설되어 1963년 국제 올림픽 위원회로부터 승인받았다.

## 메달 기록

### 하계 올림픽
| 대회                  | 선수      | 금메달 | 은메달 | 동메 | 총합 | 순위 |
| 1964년 도쿄           | 6         | 0      | 0      | 0    | 0    | –    |
| 1968년 멕시코시티     | 불참      | 불참   | 불참   | 불참 | 불참 | 불참 |
| 1972년 뮌헨           | 2         | 0      | 0      | 0    | 0    | –    |
| 1976년 몬트리올       | 1         | 0      | 0      | 0    | 0    | –    |
| 1980년 모스크바       | 13        | 0      | 0      | 0    | 0    | –    |
| 1984년 로스앤젤레스   | 10        | 0      | 0      | 0    | 0    | –    |
| 1988년 서울           | 16        | 0      | 0      | 0    | 0    | –    |
| 1992년 바르셀로나     | 2         | 0      | 0      | 0    | 0    | –    |
| 1996년 애틀랜타       | 6         | 0      | 0      | 0    | 0    | –    |
| 2000년 시드니         | 5         | 0      | 0      | 0    | 0    | –    |
| 2004년 아테네         | 6         | 0      | 0      | 0    | 0    | –    |
| 2008년 베이징         | 8         | 0      | 0      | 0    | 0    | –    |
| 2012년 런던           | 5         | 0      | 0      | 0    | 0    | –    |
| 2016년 리우데자네이루 | 7         | 0      | 0      | 0    | 0    | –    |
| 2020년 도쿄           | 5         | 0      | 0      | 0    | 0    | –    |
| 2024년 파리           | 개최 예정 |        |        |      |      |      |
| 2028년 로스앤젤레스   | 개최 예정 |        |        |      |      |      |
| 2032년 브리즈번       | 개최 예정 |        |        |      |      |      |
| 총합                  | 총합      | 0      | 0      | 0    | 0    | –    |

### 동계 올림픽
| 대회                         | 선수        | 금메달      | 은메달      | 동메달      | 총합        | 순위        |
| 2002년 솔트레이크시티        | 1           | 0           | 0           | 0           | 0           | –           |
| 2006년 토리노                | 1           | 0           | 0           | 0           | 0           | –           |
| 2010년 밴쿠버                | 1           | 0           | 0           | 0           | 0           | –           |
| 2014년 소치                  | 1           | 0           | 0           | 0           | 0           | –           |
| 2018년 평창                  | 불참        |             |             |             |             |             |
| 2022년 베이징                | 불참        |             |             |             |             |             |
| 2026년 밀라노-코르티나담페초 | (개최 예정) | (개최 예정) | (개최 예정) | (개최 예정) | (개최 예정) | (개최 예정) |
| 총합                         | 총합        | 0           | 0           | 0           | 0           | –           |

## 같이 보기
- 네팔의 올림픽 기수 목록
- 네팔의 올림픽 선수 목록
- 패럴림픽 네팔 선수단
- 네팔 축구 국가대표팀
- 네팔 올림픽 위원회